# Don Silvano
Le Don Silvano est une goélette à voile aurique française. Son port d'attache actuel est Canet (66). 
Label BIP obtenu en octobre 2016 (Bateau d'Intérêt Patrimonial)  par la Fondation du patrimoine maritime et fluvial.

## Histoire
Cette goélette a été réalisée au Brésil en 1960. Elle fut construite à la main à la demande d un groupe de scientifiques qui avait pour ambition de parcourir l atlantique .
Elle a participé à la grande régate transatlantique de la commémoration des 500 ans de la découverte du Brésil par les portugais. Cette régate a atteint Lisbonne pour l’exposition Universelle de 1998.
Elle est restée quelque temps à Lisbonne et rachetée par deux Portugais qui l’ont utilisée à des fins professionnelles (charter, recherche océanique, etc.). 
Cette goélette, construite en bois noble et précieux peut accueillir vingt personnes pour des balades et 6 personnes en nuitée. 
Elle a changé à nouveau de propriétaire en 2022 et une association a été créée autour. Elle propose de la découvrir et de naviguer à son bord de long de la côte Vermeille depuis Collioure. Son but est de sauvegarder cette magnifique goélette au Patrimoine Maritime et Fluvial Français.

### Notes et références

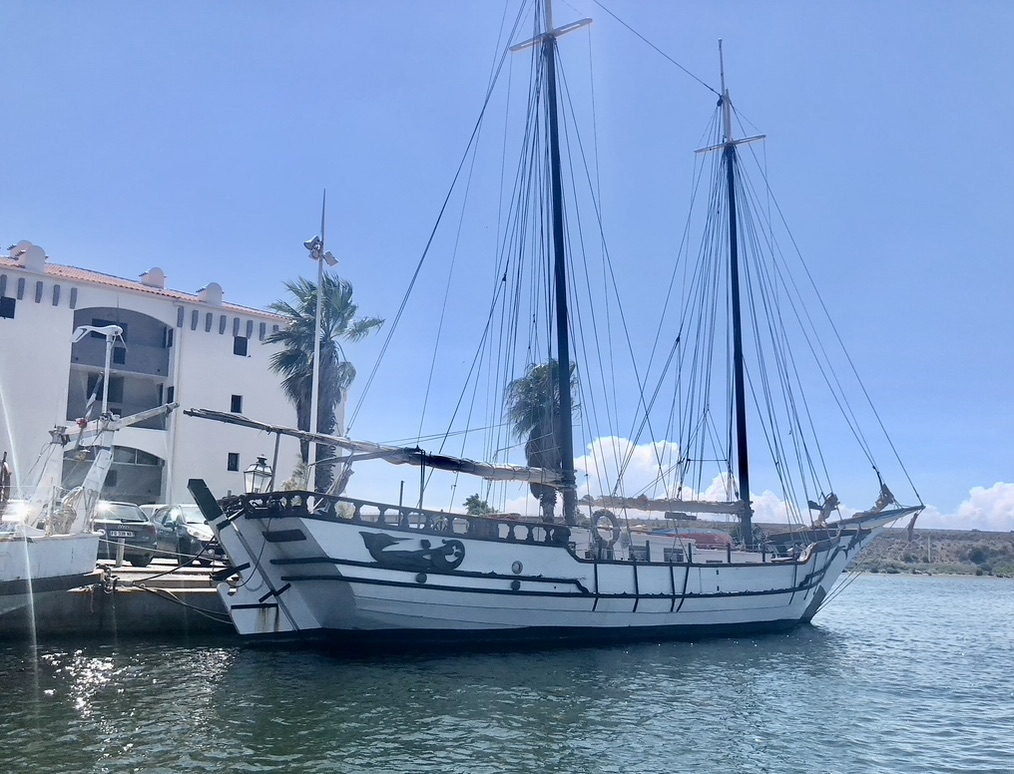